# متلازمة داون

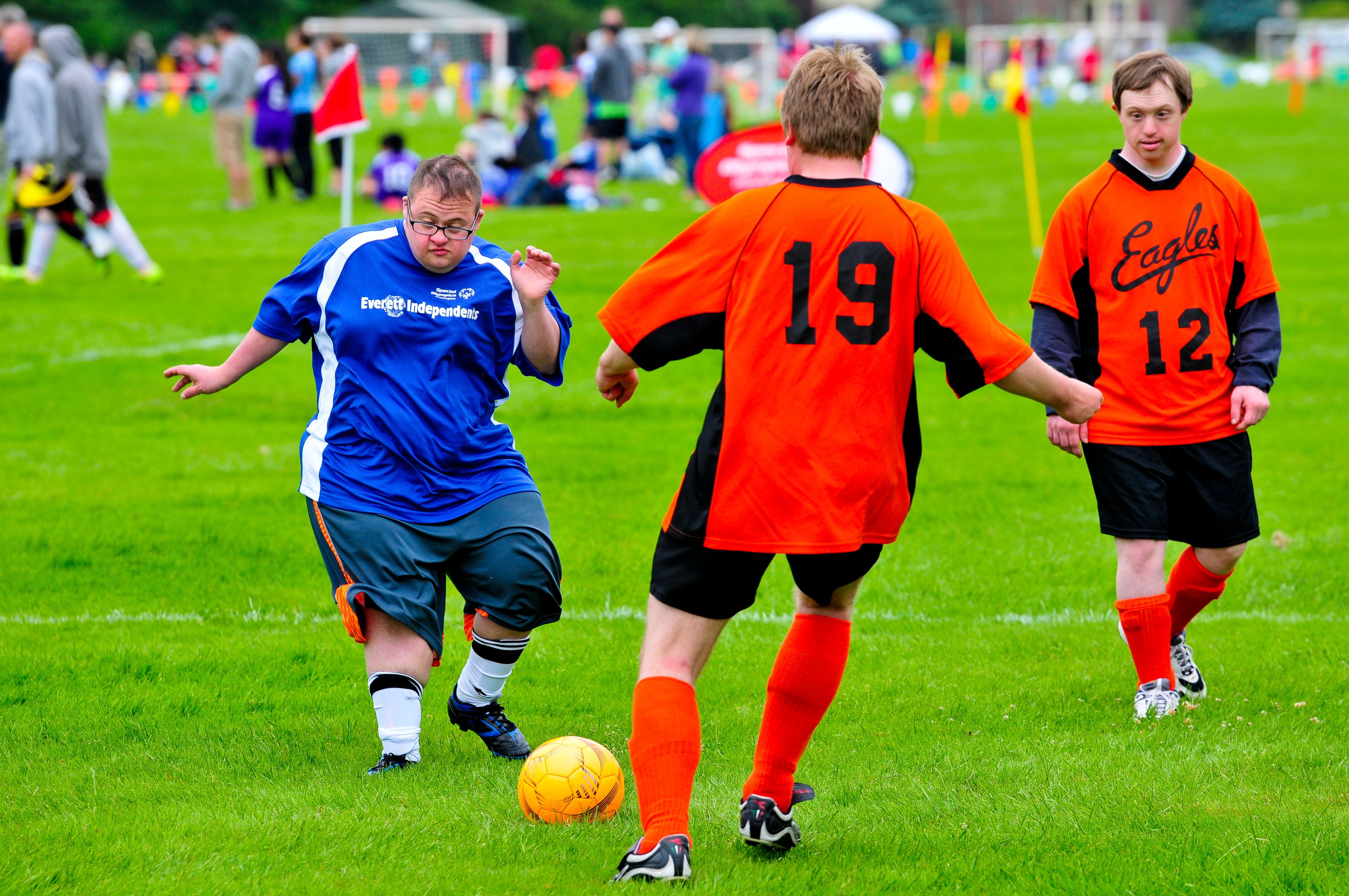
لاعبو كرة قدم معظمهم مصابون بمتلازمة داون، يتنافسون ضمن الألعاب العالمية للأولمبياد الخاص، الدورة الصيفية بواشنطن، 2014

متلازمة داون أو التثالث الصبغي 21 أو التثالث الصبغي G، هي اضطراب جيني يسببه وجود نسخة ثالثة من الكروموسوم 21 أو جزء منها. وهو يرتبط عادةً بتأخيرات في النمو الجسدي، إعاقة ذهنية خفيفة إلى متوسطة، وملامح وجهية مميزة. يبلغ متوسط معدل الذكاء لشاب بالغ مُصاب بمتلازمة داون 50، وهو ما يعادل القدرة العقلية لطفل يبلغ من العمر ثماني أو تسع سنوات، ولكن هذا يمكن أن يختلف بشكل كبير.
يمكن أن تجد الكثير من الصفات المميزة لمتلازمة داون في أشخاص طبيعيين كصغر الذقن وكبر حجم اللسان واستدارة الوجه وغير ذلك. تزيد احتمالية إصابة أطفال متلازمة داون بعدة أمراض كأمراض الغدة الدرقية، وارتجاع المريء، والتهاب الأذن. يوصى بالتدخل المبكر منذ الطفولة والكشف القبلي عن أكثر الأمراض شيوعا والعلاج الطبي وتوفير جو عائلي متعاون والتدريب المهني حتى تساهم في تطوير النمو الكلي للطفل ذو متلازمة داون. وبالرغم من أن بعض المشاكل الجينية التي تحدّ من قدرات طفل متلازمة داون لن تتغير إلا أن التعليم والرعاية المناسبين قد يحسّنان من جودة الحياة.

## تاريخ المرض
سمّيت متلازمة داون نسبة إلى الطبيب البريطاني جون لانغدون داون الذي كان أول من وصف هذه المتلازمة في عام 1862 والذي سماها في البداية باسم «المنغولية» أو «البلاهة المنغولية» ووصفها كحالة من الإعاقة العقلية بشكل موسع في تقرير نشر عام 1866 وذلك بسبب رأيه بأن الأطفال المولودين بمتلازمة داون لهم ملامح وجهية (خاصة من ناحية زاوية العين) تشبه العرق المنغولي بحسب وصف جون فريدريك بلومينباخ، ولهذا سماه «منغولية» اعتمادا على النظرية العرقية التي كانت سائدة حينها، وبقيت المعتقدات حول ربط متلازمة داون بالعرق حتى أواخر سبعينات القرن العشرين. في عام 1959 اكتشف جيروم لوجين أنها بسبب النسخة الإضافية من الكروموسوم 21. ومع ذلك، فإن ادعاء بالاكتشاف قد تم مناقشته، وفي عام 2014، منح المجلس العلمي للاتحاد الفرنسي لعلم الوراثة البشرية بالإجماع جائزته الكبرى لزميله مارتي غوتييه لدورها في هذا الاكتشاف. كان الاكتشاف في مختبر ريمون توربين في مستشفي تروسو في باريس، فرنسا. كان جيروم ليجون ومارت غوتييه من طلابه.

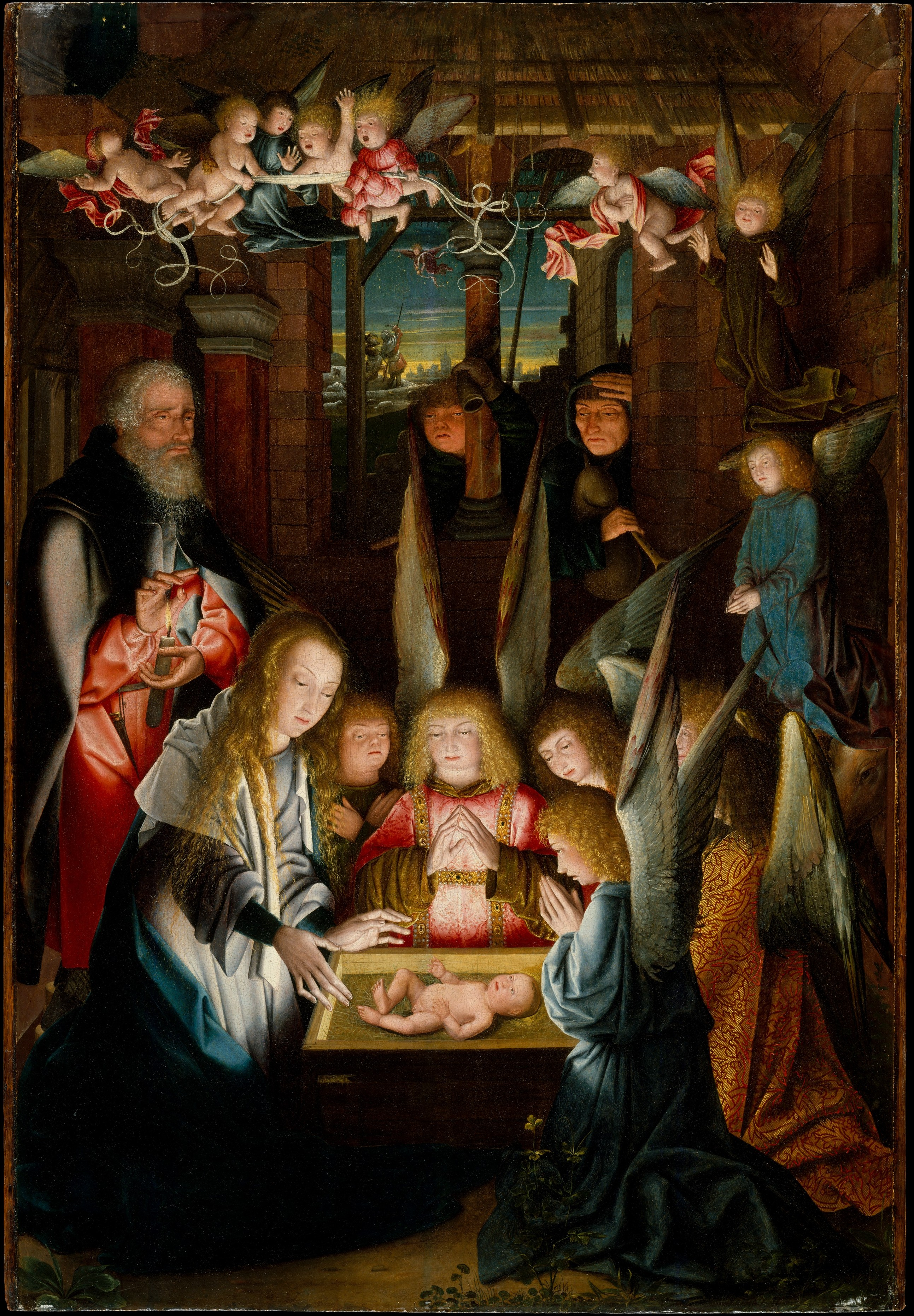
وقد اقترح أن هذه اللوحة الهولندية المبكرة تصور شخصًا مصابًا بمتلازمة داون كواحد من الملائكة.

## العلامات والأعراض
أولئك الذين يعانون من متلازمة داون يعانون دائمًا من إعاقات جسدية وفكرية. ككبار، فإن قدراتهم العقلية تشبه عادةً قدرات البالغ من العمر 8 أو 9 سنوات. لديهم أيضًا عادةً وظيفة مناعية ضعيفة ويصلون عمومًا إلى مراحل التطور في سن متأخرة. لديهم خطر متزايد لعدد من المشاكل الصحية الأخرى، بما في ذلك عيوب القلب الخلقية، والصرع، وسرطان الدم، وأمراض الغدة الدرقية، والاضطرابات النفسية.

### الجسدي
قد يكون للأشخاص الذين يعانون من متلازمة داون بعض أو كل هذه الخصائص الفيزيائية: الذقن الصغيرة، العيون المائلة، لون العضلات الضعيف، الجسر الأنفي المسطح، التجاعيد الفردية، واللسان البارز بسبب فم صغير ولسان كبير نسبيًا. هذه التغييرات في مجرى الهواء تؤدي إلى توقف التنفس أثناء النوم في حوالي نصف المصابين بمتلازمة داون. تشمل الميزات الأخرى الشائعة: وجهًا مسطحًا وعريضًا، رقبة قصيرة، مرونة مفرطة في المفصل، مساحة إضافية بين إصبع القدم الكبير وأصابع القدم الثاني، أنماط غير طبيعية على أطراف الأصابع والأصابع القصيرة. يحدث عدم استقرار المفصل الأطلسي في حوالي 20% وقد يؤدي إلى إصابة الحبل الشوكي في 1-2٪. قد تحدث اضطرابات الورك دون حدوث صدمة في ما يصل إلى ثلث الأشخاص المصابين بمتلازمة داون.
النمو في الارتفاع أبطأ، مما يؤدي إلى البالغين الذين يميلون إلى قصر القامة - يبلغ متوسط ارتفاع الرجال 155 سم (5 قدم 1 بوصة) وللنساء 142سم (4 قدم 8 بوصات). الأفراد الذين يعانون من متلازمة داون هم أكثر عرضة لخطر السمنة مع تقدمهم في العمر. تم تطوير مخططات النمو خصيصًا للأطفال المصابين بمتلازمة داون.

### القلب
يبلغ معدل الإصابة بأمراض القلب الخلقية عند الأطفال حديثي الولادة المصابين بمتلازمة داون حوالي 40٪. من المصابين بأمراض القلب، حوالي 80% لديهم عيب الحاجز الأذيني البطيني أو عيب الحاجز البطيني مع السابق أكثر شيوعا. تصبح مشاكل الصمام التاجي شائعة مع تقدم العمر، حتى في الأشخاص الذين لا يعانون من مشاكل في القلب عند الولادة. وتشمل المشاكل الأخرى التي قد تحدث تشمل الرباعيات من فالوت والقناة الشريانية السالكة. الأشخاص الذين يعانون من متلازمة داون لديهم خطر أقل في تصلب الشرايين.

## الصفات والمميزات

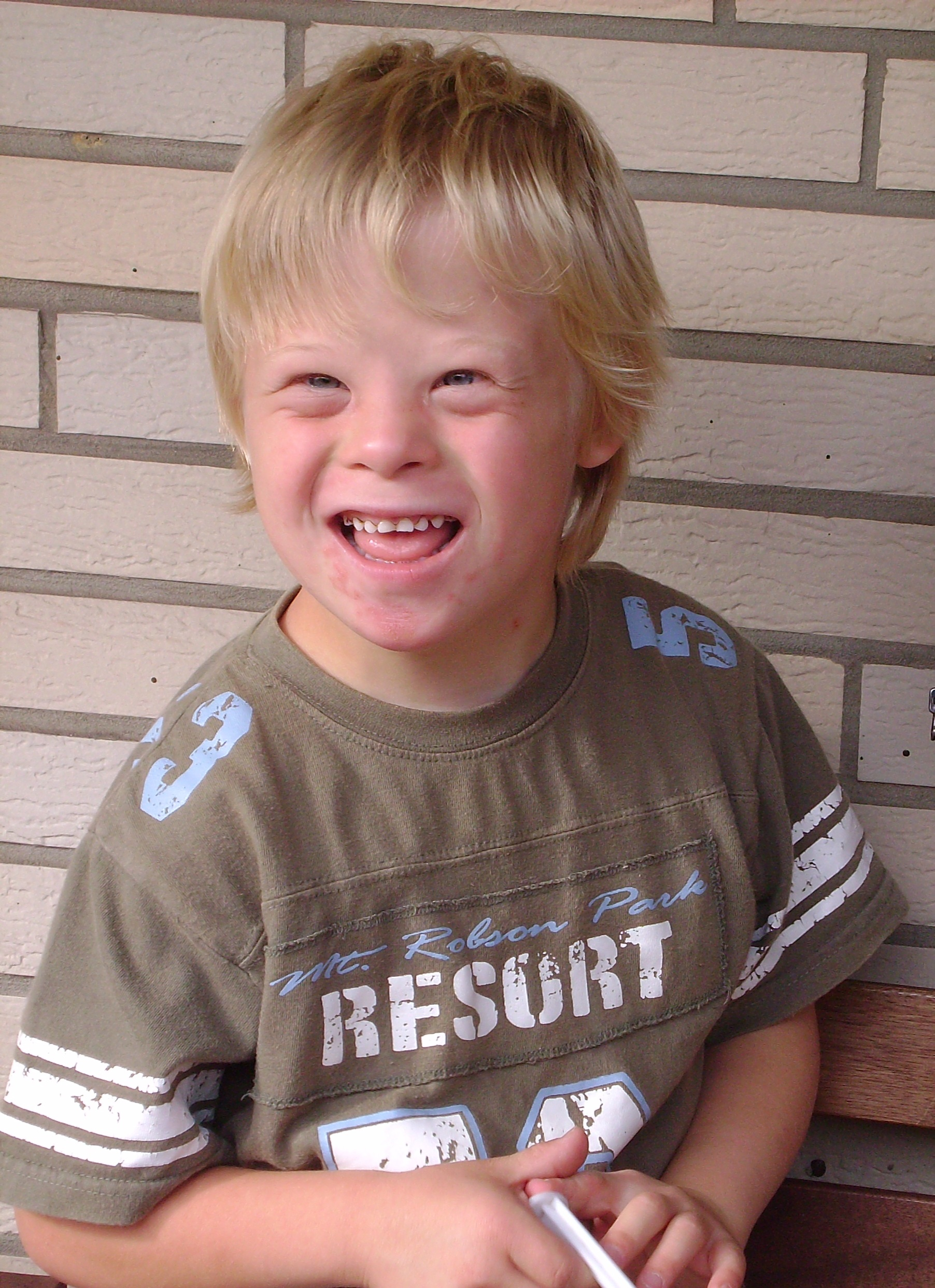
طفل عمره 8 سنوات مصاب بمتلازمة داون

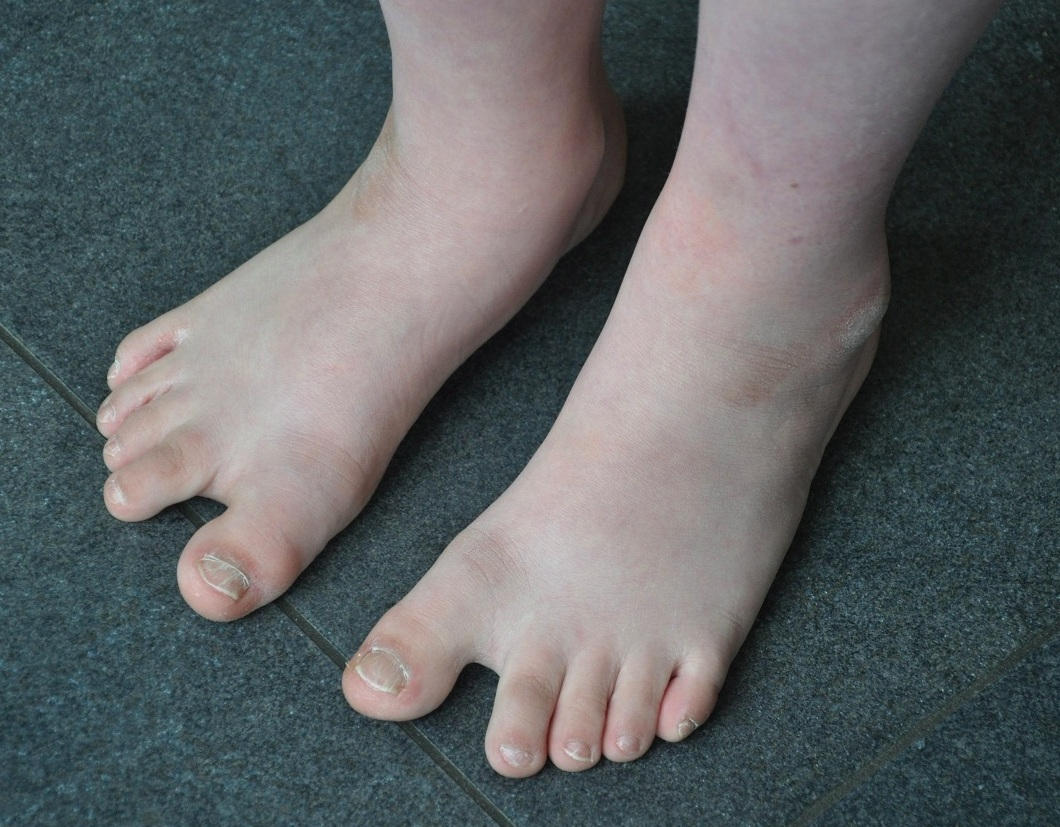
أقدام طفل مصاب، لاحظ التباعد بين الاصابع

يتصف الأشخاص المصابون بمتلازمة داون بهذه الصفات الجسدية أو بعضها: صغر غير طبيعي في الذقن، وميلان عرضي في شق العين مع جلد زائد في الزاوية الداخلية لها يسمى طية علاية الموق وتعرف أيضا بالطية المنغولية، وضعف في تناغم العضلات، وتسطح في جسر الأنف، وطية واحدة فقط في راحة الكف، وبروز في اللسان وذلك بسب صغر تجويف الفم وتضخم اللسان مما يجعله قريب من اللوزتين في الحلق، وقصر في الرقبة، ووجود بقع بيضاء في قزحية العين تعرف ببقع برشفيلد، وارتخاء وتهاون مفرط في المفاصل يتضمن ارتخاء وعدم استقرار في المفصل القهقي المحوري، وعيوب خلقية في تكوين القلب، وكبر في المسافة بين إصبع القدم الكبير والذي يليه، وشق وتقلص وحيد في الأصبع الخامس، وعدد أكبر من تعرجات البصمة في اليد. أغلبية الأشخاص المصابين بمتلازمة داون لديهم تأخر عقلي ويتراوح بين الخفيف بمعدل ذكاء (IQ 50–70) والمتوسط (IQ 35–50). عادة ما يزيد معدل ذكاء الأفراد الذين يعانون من المغولية الفسيفسائية بين 10–30 نقطة أعلى.
إضافة على ذلك فإن الأشخاص الذين يعانون من متلازمة داون قد يحدث لهم تغيرات خطيرة وغير طبيعية تؤثر على أجهزة الجسم، كما قد يكون لديهم رأس واسعة ووجه مستدير جدا.أو يتميزون بالصعل.
طبيا؛ فإن النتائج المترتبة للزيادة غير الطبيعية في الجينات (المادة الوراثية) في متلازمة داون كبيرة ومختلفة جدا وقد تؤثر على أي وظائف الجسم وأجهزته أو طريقة عمله. والتعامل الصحيح مع المرض يتضمن الإحاطة والاستعداد لمنع أي تأثير سلب، كما يتضمن الإدراك لكل المشاكل والتعقيدات التي تنتج من الاضطراب الجيني، والتحكم والقدرة على إدارة الأعراض المصاحبة، ومساعدة الشخص المصاب وعائلته للتأقلم والنجاح في تخطي كل الصعوبات المتعلقة بالعجز المرافق للحالة الصحية.
والاختلاف الكبير في أعراض هذا المرض التي تظهر على الأشخاص ما هو إلا نتيجة تفاعل معقد بين البيئة والجينات حيث تنتج متلازمة داون من عدة مشاكل مختلفة في الجينات. ولا يمكننا الكشف أو توقع الأعراض المصاحبة للأشخاص المصابون بالمغولية قبل ولادتهم. بعض الأعراض قد تظهر عند الولادة مثل التشوهات الخلقية في تكوين القلب، والبعض الآخر يظهر مع مرور الوقت مثل داء الصرع.
أكثر العلامات ظهورا في الأشخاص المصابين بالمغولية: الخصائص الوجهية المميزة، وضعف الإدراك، وأمراض القلب الخلقية وفي الغالب عيب في الحاجز البطيني للقلب، وضعف السمع (وقد يكون ذلك بسبب عوامل عصبية حسية، أو التهاب حاد ومزمن في الأذن الوسطى والمعروف أيضا بالأذن الصمغية)، وقصر في القوام، واضطراب في الغدة الدرقية، ومرض الزهايمر (النسيان). والأمراض الأخرى الخطيرة والأقل حدوثا تتضمن اللوكيميا وضعف جهاز المناعة والصرع.
وبكل الأحوال؛ هنالك فوائد صحية لمتلازمة داون كانخفاض خطر الإصابة بالأمراض السرطانية الخبيثة باستثناء سرطان الدم (اللوكيميا) وسرطان الخصية. برغم أنه إلى الآن، لم يتم معرفة إذا كان السبب من انخفاض معدل معدل الوفيات بمرض السرطان لدى المغوليين نتيجة ضغط الورم الجيني على كروموسوم رقم 21(مثل Ets2)، أو بسبب انخفاض التعرض للعوامل البيئية المساهمة في الإصابة بالأمراض السرطانية أو أسباب أخرى غير محددة حتى الآن. بالإضافة إلى ذلك فإن الأشخاص المصابين بمتلازمة داون يكونوا أقل عرضة للإصابة بأمراض تصلب الشرايين واعتلال شبكية العين الناتجة من داء السكري.

### النمو المعرفي
يختلف النمو المعرفي بين المصابين بمتلازمة داون من شخص لآخر. لا يمكن التنبؤ بمستوى قدرات المصاب عند ولادته بشكل يعتمد عليه كما لا يمكن أن يتوقع نموه المعرفي بناء على سماته الجسدية الخاصة بالمرض. تتم تحديد طريقة التعليم المناسبة لكل فرد مصاب بعد ولادته بعد إجراء تجارب تدخلية. نجاح الأطفال المصابين في المدرسة يختلف أيضا بشكل كبير ومن هنا تنبع أهمية تقويم كل حالة على حدة. بعض التأخر المعرفي الذي يصيب أطفال متلازمة داون قد يصيب أطفالا عاديين وقد يستخدم معها آباؤهم برامج عامة تقدم من خلال المدارس وما إلى ذلك.
تنقسم القدرات اللغوية إلى قسمين: فهم اللغة والتعبير بواسطة اللغة. يعاني معظم أطفال متلازمة داون تأخرا في الكلام يستلزم علاج لغة ونطق خاص لتحسين القدرة على التعبير اللغوي. المهارات الحركية الدقيقة تتأخر خاصة عن الحركات العيانية الكبيرة وقد يعزى هذا إلى تأخر النمو المعرفي. تبعات هذه المشكلات الحركية تختلف من شخص لآخر فبعض المصابين يبدؤون بالمشي في سن الثانية بينما لا يبدأ بعضهم بذلك حتى السنة الرابعة. قد يساهم العلاج الطبيعي والمشاركة في برامج خاصة للتعليم الجسدي في تعزيز التقدم في النشاطات الحركية العيانية الواضحة.
يختلف المصابون في قدرتهم على التواصل الاجتماعي. ويتم الكشف روتينيا على مشاكل الأذن الوسطى وفقدان السمع فقد تساعد الوسائل المساعدة على السمع أو مكبرات الصوت في تعلم اللغة. تقييم القدرات اللغوية يساعد على تحديد نقاط التفوق ونقاط الضعف. والعلاج اللغوي الفردي يستهدف مشاكل لغوية محددة قد تكون زيادة القدرة على الاستيعاب أو قد تصل إلى تطوير قدرات لغوية متقدمة. تستخدم طرق الاتصال المعززة والبديلة كالإشارة للأشياء ولغة الجسد واستخدام الصور لتساعد على التواصل. ما تزال البحوث حول فعالية وسائل التواصل المختلفة ضئيلة.
في التعليم، أصبح انتقال الأطفال المصابين بمتلازمة داون إلى التعليم العام أقل جدلا في عدد من الدول. فهناك محاولا للتعميم في المملكة المتحدة. ويعني التعميم دمج أطفال بقدرات مختلفة مع زملائهم من نفس العمر. ليس لأطفال المتلازمة العمر العاطفي والاجتماعي والذكائي ذاته لدى غيرهم من الأطفال الطبيعيين وقد تتسع الفجوة في الفرق بينهم مع الزمن. التفكير المركب الذي تحتاجه العلوم وربما التاريخ والفنون وغيرهم من المواد قد تكون بعيدة عن قدرات الأطفال المصابين أو بشكل آخر سيحقق فيها الأطفال الطبيعيون أفضل. ولهذه الأسباب فإن المصابين سيستفيدون من هذا الدمج في حال حصلت بعض التعديلات على المناهج.
بعض الدول في أوروبا كألمانيا والدنمارك تتبنى نظام وجود معلمين في الفصل بحيث يتولى المعلم إلى الاهتمام بالأطفال ذوي الاحتياجات الخاصة. التعاون بين المدارس العامة والمدارس الخاصة هو أحد البدائل المطروحة ويعني أن تقدم الدروس الخاصة بالمناهج في فصول منفصلة بحيث لا تفوق المواد المقدمة قدرات أطفال متلازمة داون ولا يتأخر تعليم بقية الأطفال ويتم الدمج بين الأطفال المصابين مع غيرهم في النشاطات الأخرى كالرياضة والنشاطات الفنية والاجتماعية وتناول الوجبات.

### الخصوبة
تقل القدرة على الإنجاب لدى المصابين ذكورا وإناثا؛ فالذكور غير قادرين على الإنجاب عادة بينما يقل معدل الحمل لدى المصابات عن غيرهن. يصاب تقريبا نصف أبناء المصاب أو المصابة بمتلازمة داون بها أيضا. توجد أربعة تقارير فقط لحالات ذكور مصابين بمتلازمة داون وأنجبوا أطفالا.

## التدبير العلاجي
معالجة الأفراد المصابين بمتلازمة داون تعتمد على مظاهر المرض. على سبيل المثال، قد يحتاج الأفراد المصابون بمرض القلب التناسبي الخلقي للخضوع لعملية تصحيحية رئيسية مباشرة بعد الولادة، بعض الأفراد الآخرين لربما يكونون مصابين بمشاكل صحية بسيطة نسبيا لا تتطلب علاجا.

### الجراحة التقويمية
تدعو الحاجة أحيانا إلى إجراء جراحة تقويمية لأطفال متلازمة داون اعتمادا على المدى الذي يمكن للجراحة أن تخفض به الميزات الوجهية التي ارتبطت بمرض المغولية وبالتالي إنقاص الرفض الاجتماعي المقترن به وبالتالي يؤدي إلى حياة أفضل. تعتبر الجراحات التجميلية نادرة على الأطفال المصابين بمتلازمة داون وما زالت موضع جدل. وجد الباحثون بالنسبة لإعادة البناء الوجهية أنه بالرغم من التحسنات التي لاحظها الأهل في نطق ومظهر الطفل إلا أن السمات المميزة لم تختف كليا. بالنسبة لقطع أو ربط اللسان الجزئي فقد وجد باحث أن 1 من 3 مرضى أنجز تطور في القدرة الشفهية و 2 من 3 من المرضى تقدموا في النطق. لين ليشين طبيب ومؤلف موقع ""ds-health دي اس صحة، ذكر أنه «على الرغم من أن الجراحات التقويمية قيد الاستعمال لأكثر من عشرين عاما، ليس لدينا الكثير من الأدلة القوية التي تدعم استعمال الجراحة التقويمية على الأطفال المصابين بمرض المغولية». المجتمع الوطني لمرض المغولية «متلازمة داون» أصدر بيان على موقع إجراء الجراحة التقويمية على الأطفال بمرض المغولية «الذي يصرح بأن القبول والاحترام المتبادل بيننا يجب أن يكون على أساس من نحن لا على مظهرنا الذي نبدو عليه».

### المعالجة البديلة
معاهد إنجازات الإمكانيات البشرية هي منظمات غير ربحية تتعامل مع الأطفال الذين لديهم حسب وصفهم «نوع من إصابات الدماغ»، بما في ذلك الأطفال الذين يعانون من متلازمة داون. نتائج الإطراز الحركي النفسي لم تثبت بعد ولذلك يعتبر من الطب البديل.

### العلاج الوظيفي
العلاج الوظيفي يوفر للمصابين بمتلازمة داون الدعم العملي ليقوموا بتنفيذ المهام اليومية باستقلالية. مثلا، الكثير من المصابين بمتلازمة داون يعانون من ارتخاء في العضلات وهذا يؤثر على حياتهم اليومية وخاصة بعض المهام التي تحتاج إلى مجهود عضلي كاللبس والاكل. أخصائي العلاج الوظيفي يستطيع مساعدته عن طريق تقسيم المهام إلى خطوات صغيرة ومن ثم تعليمهم كيفية اتمام هذه المهام. المهارات المؤدية إلى استقلاله قد تشمل:
- مهارات الرعاية الذاتية (مثل: تناول الطعام وارتداء الملابس والاعتناء بالمظهر العام والنظافة الشخصية إلخ)
- المهارات الحركية الكبرى والدقيقة
- المهارات المتعلقة بالأداء المدرسي (مثل: الطباعة والقص إلخ)
- مهارات اللعب والترفيه

#### مرحلة الطفولة المبكرة
أثناء مرحلة الرضاعة والطفولة المبكرة يتوجه اهتمام أسرة الطفل نحو صحته ونموه، وتطور المعالم الأساسية لحركته الجسدية، وتفاعله الاجتماعي، واهتمامه بما يجري من حوله من أحداث، أصوات كلامه وردوده المبكرة. ففي هذه المرحلة قد يشارك أخصائي العلاج الوظيفي في:
- التعامل مع مشاكل التغذية المتعلقة بالمهارات الحركية للفم، نظرا لارتخاء وضعف عضلات الخدين واللسان والشفاه تصعب الرضاعة على الأطفال المصابين بمتلازمة داون. فيقوم المعالج الوظيفي باقتراح وضعيات جسدية واساليب للتغذية.
- المساعدة على تيسير تطور المعالم الأساسية لحركة الطفل الجسدية، وبالتحديد المهارات الحركية الدقيقة
- أيضًا يعمل أخصائي العلاج الوظيفي مع أخصائي العلاج الطبيعي بشكل وثيق لمساعدة الطفل على تطوير معالم مهاراته الحركية الكبرى (مثل:الجلوس، الحبو أو الزحف، الوقوف، المشي). ففي هذه المرحلة يقوم بتعزيز حركات الذراع واليد التي تضع الأساس لتنمية المهارات الحركية الدقيقة لاحقا.
- ارتخاء عضلات الطفل وأربطة مفاصله هي من التحديات التي تواجه تطور المعالم الحركية المبكرة للطفل المصاب بمتلازمة داون، فيقوم أخصائي العلاج الوظيفي بمساعدته على مواجهة تلك التحديات.[47]

#### مرحلة ما قبل المدرسة
وعندما يكون الطفل في عمر ما قبل المدرسة فهو بأغلب الظن سيكون قادر على التنقل باستقلال وسيصبح مشغول باستكشاف بيئته، لمساعدة تنميته من الأفضل ان تزوده بفرص كثيرة للتعلم وأن تشجع الخطوات البدائية في تعليمه كيف يطعم ويلبس نفسه وأن يتعلم اللعب بشكل مناسب ويتفاعل مع أطفال آخرين، تشجيع مهارات الحديث واللغة وتزوديه بفرص لتحسين إجمالي للمهارات الحركية. في هذه المرحلة قد يتدخل المعالج الوظيفي لـ:
- تسهيل تطور المهارات الحركية الدقيقة: هذه مرحلة مهمة في نمو المهارات الحركية الدقيقة لدى من أطفال متلازمة داون. في هذه المرحلة يبدأ الأطفال بتطوير الحركة في أياديهم ليتمكنوا من عمل أشياء عديدة في مراحل حياتهم اللاحقة، ولكن في العديد من الحالات يحتاج الأطفال إلى علاج وظيفي لتأكيد حصول هذا التطور الحركي. يستطيع الأطفال تحقيق هذا من خلال اللعب؛ فتح وغلق الأشياء، التقاط وفك الألعاب من شتى الأشكال والأحجام، التكديس والبناء، التلاعب بمقابض وأزرار لعبة ما، التلوين بالألوان الشمعية، إلخ. قد يواجه الطفل الذي يعاني من متلازمة داون بعض التحديات الإضافية عند تعلم مهاراته الحركية الدقيقة نتيجة ضمور بالعضلات ونقص في مرونة أربطة المفاصل.
- تعزيز بدايات مراحل مهارات المساعدة الذاتية: المعالج الوظيفي يستطيع مساعدة أبوي الطفل المولود بمتلازمة داون على تبسيط هذه المهارات وبالتالي تصبح توقعاتهم من طفلهم ملائمة أكثر، كما يمكنه اقتراح وضعيات مناسبة للطفل تساعده على التأقلم مع حالته وتمكنه من الاعتماد على نفسه قدر الإمكان عند ممارسة هذه المهارات. وهذا يشمل توفير المعدات المساعدة المناسبة. مثلا: استخدام صحن مخصص أو ملعقة مخصصة ستساعد الطفل على الاعتماد على نفسه عند الأكل.

#### مرحلة الدخول للمدرسة
عندما يدخل الطفل في المدرسة، يمكن مساعدة الطفل على التكيف مع العادات الجديدة، وحضور اجتماعات المدرسة لتخطيط برامج تعليمية للطفل، يجب التركيز على الكلام والتواصل، ويمكن مساعدة الطفل في ممارسة المهارات الحركية الدقيقة للأطفال (مثل تعلم الطباعة)، وترقب الطفل للمزيد من التطور والاستقلال في أنشطة المساعدة الذاتية، والبحث في الأنشطة اللامنهجية التي من شأنها أن تعرض الطفل لمجموعة متنوعة من الخبرات الاجتماعية والتعليمية والمادية.
في هذه المرحلة يكون العلاج الوظيفي مقسم إلى:
- العمل على تيسير تنمية المهارات الحركية الدقيقة في الفصول الدراسية، العديد من أخصائي العلاج الوظيفي يعملوا في نظام المدرسة وتوفير برامج لمساعدة أطفال «متلازمة داون» على التعلم والطباعة، والكتابة اليدوية والكتابة على الآلة الكاتبة، والتقطيع... إلخ. يجب النظر أيضا في تحديد المواقع الفيزيائية لتحقيق الأداء الأمثل (على سبيل المثال: حجم المكتب إلخ) والمساعدة في تكييف وتيسير برنامج يقوم على قدرات الطفل الجسدية.
- تيسير مهارات المساعدة الذاتية في المنزل أو في المدرسة. كما هو الحال مع جميع الأطفال، فالأطفال الذين يعانون من متلازمة داون يختلفون في السمات، والمزاج، ودوافع الاستقلال. بعض الأطفال الذين يعانون من «متلازمة داون» لديهم الرغبة في فعل الأشياء بأنفسهم، مثل اللباس وإطعام أنفسهم. قد يكونون هؤلاء الأطفال تعلموا هذه المهارات من خلال مشاهدة الآخرين ومشاركتهم من سن مبكر، وعلى صعيدٍ آخر يسعد بعض الأطفال بمساعدة الآخرين لهم في أداء بعض أمورهم، ومقاومة المحاولات قد تكون جيدة لمساعدتهم على تعلم هذه المهارات. في هذه الحالات قد يكون العلاج الوظيفي قادر على مساعدة الوالدين للعمل على هذه التحديات والصعوبات، بينما يساعد أيضاً على نمو وتطوير مهارات الطفل الحركية ليكون قادراً على أداء المهمات الذاتية بنجاح.
- معالجة أي احتياجات حسية قد يعاني منها الطفل، في بعض الأحيان يتساءل أحد الوالدين عن أشياء قد يفعلها الطفل قد تكون مرتبطة بنمو الطفل الحسي على سبيل المثال، قد يفرط الطفل في وضع الألعاب في فمه، قد يكون يعاني من ضعف ادراك جسده في المكان، أو قد يعاني من الضغط بقوة على الأشياء أو رميها بكثرة، أو قد لا يتعامل مع بعض الأشياء الروتينية بشكل جيد مثل غسل ومشط الشعر، وهنا يستطيع العلاج الوظيفي أن يقدم اقتراحات لمساعدة الطفل والوالدين على التعامل مع هذه القضايا.[48]

## التنبؤ المستقبلي
بعض العوامل يمكن أن تسهم في تقصير متوسط العمر المتوقع للأشخاص الذين يعانون من متلازمة داون.إحدى الدراسات التي أجريت في الولايات المتحدة عام 2002أظهرت أن متوسط العمر 49 عاما، مع اختلافات كبيرة بين مختلف الأعراق والفئات الاجتماعية والاقتصادية. ولكن في العقود الأخيرة، أصبح متوسط العمر من بين الأشخاص الذين يعانون من متلازمة داون قد قد ارتفع أكثر حيث كان متوسط العمر 25 سنة في عام 1980. تغيرت أسباب الوفاة أيضا، مع تزايد أمراض التنكسات العصبية وأيضا تقدم السكان في العمر. معظم الناس الذين يعانون من متلازمة داون ويبقون على قيد الحياة إلى الأربعينات والخمسينات يبدؤون بالمعاناة من خرف مرض الزهايمر.

## الانتشار

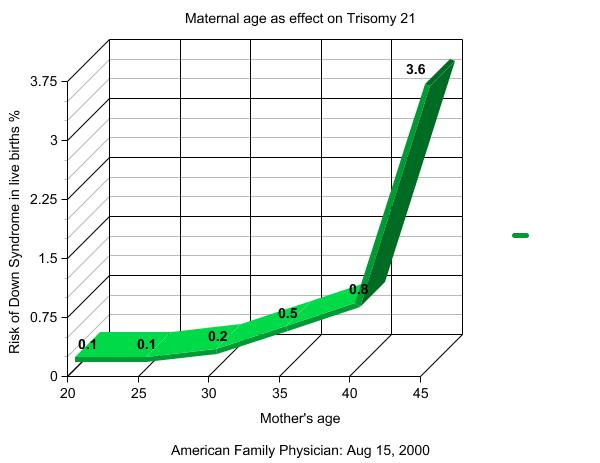
رسم بياني يظهر احتمال الإصابة بمتلازمة داون تبعا لعمر الأم.

نسبة احتمال الإصابة بحالات متلازمة داون نحو واحد لكل 800 أو واحد لكل 1000 ولادة. في عام 2006؛ قدر مراكز مراقبة الأمراض والوقاية منها أن المعدل هو واحد لكل 733 ولادة حية في الولايات المتحدة أي 5429 حالة جديدة سنويا ما يقرب من 95% من هذه الحالات ناتجة عن التثالث الصبغي 21. تصاب جميع المجموعات العرقية والاقتصادية بمتلازمة داون. يؤثر عمر الأم على فرص ولادة طفل مع متلازمة داون. فإذا كان سن الأم من 20 إلى 24 كانت احتمالية الإصابة واحد لكل 1562، وفي سن 35 إلى 39 يصبح احتمال واحد لكل 214، وفوق سن 45 سنة تزيد لاحتمال واحد لكل 19. على الرغم من زيادة احتمال الإصابة مع زيادة عمر الأم، فإن 80% من الأطفال الذين يعانون من متلازمة داون يولدون لنساء دون سن الـ 35، بسبب معدل الخصوبة الكلي في تلك الفئة العمرية. البيانات الأخيرة تشير أيضا إلى أن عمر الأب وخاصة ما بعد 42، يزيد من خطر الإصابة بمتلازمة داون في حمل الأمهات المتقدمات بالسن.
البحوث الجارية (اعتبارا من 2008) تبين أن حصول متلازمة داون ويرجع إلى حدث عشوائي خلال تشكيل خلايا الجنس أو الحمل. ولم يكن هناك دليل على أنه يرجع إلى سلوك الوالدين (عدا العمر) أو العوامل البيئية.

## المجتمع والثقافة

### الاسم
نظرًا لتصوره بأن الأطفال الذين يعانون من متلازمة «داون» يتشاركون مع الأشخاص ذوي العرق المغولي في التشابه الوجهي، استخدم جون لانجدون داون مصطلح «منغولي»، حيث شعر أن وجود متلازمة داون يؤكد على أن جميع الشعوب تربطهم علاقة جينية. وفي خمسينات القرن الماضي ومع اكتشاف ارتباط السبب الأساسي بالكروموسوم، ازدادت الشواغل حول طبيعة الاسم القائمة على أساس العرق.
وفي عام 1961، أومأ 19 عالم إلى أن «المنغولية» تشير إلى «دلالات مضللة» وقد أصبحت «مصطلحًا محرجًا». وفي عام 196، أسقطت منظمة الصحة العالمية التعبير عقب طلب تم تقديمه من وفد الجمهورية الشعبية المنغولية. وعلى الرغم من أن مصطلح المنغولي (يعرف أيضًا باسم المنغولية أو الغموض أو الغباء المنغولي)ظل يُستخدم حتى أوائل الثمانينيات، إلا أنه يعتبر الآن غير مقبول ولم يعد شائع الاستخدام.
وفي عام 1975، عقدت معاهد الصحة الوطنية بالولايات الأمريكية مؤتمرًا لتوحيد التسمية وأوصت باستبدال صيغة الملكية «المتلازمة الخاصة بداون» لتكون «متلازمة داون»؛ ومع ذلك، ما زال عامة السكان يستخدم كلٍ من صيغة الملكية وغير الملكية كما يشيع استخدام المصطلح «متلازمة تثلث الصبغي 21».

## علم الأوبئة
على مستوى العالم، اعتبارا من عام 2010، تحدث متلازمة داون في حوالي 1 لكل 1000 ولادة وتؤدي إلى حوالي 17000 حالة وفاة. يولد المزيد من الأطفال الذين يعانون من متلازمة داون في البلدان التي لا يُسمح فيها بالإجهاض وفي البلدان التي يحدث فيها الحمل بشكل شائع في سن متأخرة. يتأثر حوالي 1.4 لكل 1000 مولود حي في الولايات المتحدة و 1.1 لكل 1000 مولود حي في النرويج. في خمسينيات القرن العشرين، في الولايات المتحدة، حدث في ولادة لكل 1000 مولود حي مع انخفاض منذ ذلك الحين بسبب الفحص والإجهاض قبل الولادة. يزيد عدد حالات الإصابة بمتلازمة داون عن ضعف عدد حالات الإجهاض التلقائي. هذا هو السبب في 8% من جميع الاضطرابات الخلقية. يؤثر عمر الأم على فرص الحمل بمتلازمة داون. في سن 20، فرصة واحدة في 1441؛ في سن الثلاثين، واحدة في 959؛ في سن الأربعين، واحدة في 84. وفي سن 50، إنه واحد من بين 44. على الرغم من أن الاحتمال يزداد مع تقدم عمر الأم، إلا أن 70% من الأطفال المصابين بمتلازمة داون يولدون لنساء تبلغ أعمارهن 35 عامًا وأصغر سنًا، لأن الأشخاص الأصغر سنًا لديهم أطفال أكثر. يعد عمر الأب أكبر من عوامل الخطر لدى النساء الأكبر من 35 عامًا، ولكن ليس لدى النساء أقل من 35 عامًا، وقد يفسر جزئيًا زيادة الخطر مع تقدم المرأة في العمر.

## لمحة تاريخية
ميز العالم الإنجليزي جون داون متلازمة داون كنوع خاص من أسباب الإعاقة الذهنية عام 1862، ونشر ذلك في تقرير عام 1866. وأطلق على الأطفال المصابين به وصف «منغولي» لملاحظته السمات الوجهية المشتركة بين المصابين وبين الأشخاص من العرق المنغولي.
بحلول القرن العشرين أصبحت متلازمة داون أكثر أنواع الإعاقات الذهنية ظهورا. عزل معظم المصابين في معاهد خاصة مع معالجة بعض الأمراض الباطنية المصاحبة لكن الكثير منهم كانوا يموتون في سن الرضاعة أو مرحلة الطفولة المبكرة. مع انتشار حركات تحسين النسل بدأت 33 ولاية من والولايات المتحدة الأمريكية وعدد من الدول الأخرى برامج التعقيم الإجباري (سلب القدرة على الإنجاب) للأشخاص المصابين بمتلازمة داون أو بإعاقات ذهنية مشابهة. ويعتبر التعبير النهائي لهذا النوع من السياسات العامة من أعمال النازية الألمانية ضمن برنامج للقتل المنهجي. أدى الرفض العام من المجتمع والتطور العلمي والمحاكمات إلى وقف هذه البرامج بعد الحرب العالمية الثانية.
ظل سبب متلازمة داون مجهولا حتى منتصف القرن العشرين مع ملاحظة ظهوره في جميع الأعراق وارتباطه بعمر الأم وندرته بشكل عام. بعض الكتب الطبية ذكرت أنه بسبب عوامل وراثية لم تعرف بعد‘ وتذكر أخرى أنه بسبب حادث إيذاء أثناء ولادة الطفل.
مع اكتشاف تقنيات دراسة النمط النووي أصبح من الممكن معرفة التغييرات الحاصلة في عدد الكروموسومات أو شكلها. اكتشف العالم جيروم ليجين عام 1959م أن متلازمة داون تنتج عن وجود كروموسوم إضافي. عرف بعد ذلك أن الكروموسوم الإضافي هو كروموسوم 21 وسمي المرض بتثالث 21. عام 1961 اجتمع 18 عالم جينات على أن مسمى الطفل المنغولي مضلل ويجب تغييره والاعتماد على مسمى متلازمة داون. منعت منظمة الصحة العالمية استخدام المصطلح رسميا عام 1965 بعد طلب قدمه مندوب عن المنغوليين. بالرغم من ذلك استخدم المصطلح مجددا بعد 40 سنة في كتب طبية أساسية مثل " General and Systematic Pathology, 4th Edition, 2004" الذي كتبه البروفيسور جيمس أندروود.
عام 1957م، أقام المعهد الوطني للصحة بالولايات المتحدة الأمريكية مؤتمرا لتوحيد المصطلحات المستخدمة في وصف التشوهات، واقترحوا إلغاء التسمية المُلكية للمرض على اسم الشخص مادام لم يصب به ولم يمتلكه. لكن ما زالت الصيغة الملكية وغير الملكية مستخدمة بين العامة وما زال مسمى متلازمة داون مقبولا عند المتخصصين في كندا وأمريكا والمملكة المتحدة ودول أخرى.

## الجوانب الاجتماعية والثقافية
الدعوة للاهتمام بالأطفال المصابين بمتلازمة داون تشمل عدة نقاط كالتعليم الإضافي والمجموعات الداعمة للأبوين التي تحسن معرفتهما ومهاراتهما في التعامل مع الحالة. اتخذت خطوات عديدة في التعليم والمنازل والأنظمة الاجتماعية لخلق بيئة ملائمة وداعمة لأطفال متلازمة داون. في بدايات القرن العشرين في معظم الدول المتقدمة عزل الكثير من المصابين بمتلازمة داون ف معاهد وتجمعات خاصة بهم بعيدا عن المجتمع. منذ بداية 1960م بدأ آباء المصابين والمنظمات الخاصة بهم مثل (MENCAP) ومعلموهم والمتخصصون الدعوة إلى سياسة الدمج، عن طريق خلط أي مصاب بنوع من الإعاقة الذهنية أو الجسدية بالمجتمع قدر الإمكان. يدرس المصابون بالمتلازمة في مدارس النظام العادي في عدة دول وفرص نقل المصابين من التعليم الخاص المنعزل إلى التعليم العام في ازدياد.
بالرغم من كل ذلك فإن الدعم المستمر الذي يحتاجه المصابون قد يشكل تحديا لآبائهم وعائلاتهم. ومع أن العيش وسط العائلة مفضل على العيش في معاهد خاصة فإن المصابين يتعرضون لمواقف من التمييز العنصري والإساءة في المحيط الاجتماعي الأوسع.
اختير يوم 21 من شهر مارس 2006 ليكون ولأول مرة اليوم العالمي لمتلازمة داون ليعبر الشهر واليوم عن كون المرض تثالث صبغي (شهر3) في كروموسوم 21 (يوم 21). وقد أعلنته المؤسسة الأوروبية لمتلازمة داون في لقائهم القائم في فبراير عام 2005 في بالما دي مايوركا. في الولايات المتحدة الأمريكية تقيم الجمعية الوطنية لمتلازمة داون شهر متلازمة داون كل أكتوبر لتبديد الصورة النمطية عن المرض وزيادة الوعي به. في جنوب أفريقيا يقام يوم للتوعية بمتلازمة داون في العشرين من أكتوبر. بعض المنظمات مثل أولمبيات هاواي الخاصة تقدم تدريبا رياضيا لذوي الإعاقات الذهنية ومنهم المصابون بمتلازمة داون.

## أبحاث
متلازمة داون هي نمو غير طبيعي يتميز بوجود ثلاثة نسخ من الكروموسوم 21 (Nelson 619). النسخة الإضافية من الكروموسوم 21 تؤدي إلى زيادة ظهور لصفات الجينات الموجودة في هذا الكروموسوم.
و أظهرت دراسة أجريت بواسطة آرون وآخرين أن بعض الأنماط الظاهرة المرتبطة بمتلازمة داون من الممكن أن تكون ذات صلة بخلل في عوامل الاستنتساخ (596) وتحديداً NFAT الذي يتحكم فيه جزيئان من البروتينات (DSCR1 and DYRK1A) توجد جيناتها على الكروموسوم 21 (Epstein 582). عند المصابين بمتلازمة داون، يكون تركيز هذه البروتينات أكثر بمرة ونصف عن غير المصابين. المستويات المرتفعة لهذه البروتينات تجعل الـ NFAT يتواجد في السيتوبلازم بدلا من النواة، مانعة بذلك NFATc من تنشيط الاستنساخ للجينات المستهدفة وبالتالي إنتاج البروتينات المحددة (Epstein 583).
اكتشف هذا الخلل التنظيمي عن طريق إجراء اختبارات على فئران ناقلة للجينات لديها أجزاء مضاعفة في الكروموسومات لتنشيط الكروموسوم البشري الثلاثي 21 (Arron et al. 597). وفي اختبار لتحديد قوة قبضة الفئران المعدلة جينيا، وجد أن لديها قوة قبض أضعف، تماما كما يلاحظ في ضعف عضلات الإنسان المصاب بمتلازمة داون (Arron et al. 596). استطاعت الفئران أن تضغط المسبار (المجس) بباطن أقدامها ومخالبها بقوة قبض أقل بـ 2 نيوتن (Arron et al. 596). تتميز متلازمة داون أيضاَ بزيادة الاجتماعية. عندما روقبت الفئران المعدلة وغير المعدلة جينيا لمعرفة التفاعل الاجتماعي، وجد أن الفئران المعدلة جينيا لديها تفاعل اجتماعي أكثر بحوالي 25% مقارنة بالفئران غير المعدلة أو الطبيعية (Arron et al. 596).
قد تكون الجينات المسؤولة عن الأنماط الظاهرة المرتبطة بالمتلازمة أقرب إلى (21q22.3). في اختبار أجراه أولسون وآخرون على الفئران الناقلة للجينات وجد أن الجينات المضاعفة المفترضة لتسبب الأنماط الظاهرة للمتلازمة غير كافية لتسبب الصفات الظاهرة تماما. عندما تم عمل مقاطع متعددة لجينات الفئران ومضاعفتها لتقريبها من الكروموسوم البشري الثلاثي النسخ 21، ظهر عليها اختلال بالوجه والجمجمة فقط (688-690). تمت مقارنة الفئران الناقلة للجينات لفئران لم يتم مضاعفة جيناتها عن طريق قياس الأبعاد على نقاط مختلفة من الهيكل العظمي ومقارنتهم بالفئران الطبيعية (Olson et al. 687). الخصائص الصحيحة لمتلازمة داون لم تتم ملاحظتها، وبالتالي هنالك جينات أخرى متعلقة بالأنماط الظاهرة لمتلازمة داون متواجدة في مكان آخر.
استطاع ريفيس وآخرون عن طريق استخدام 250 نسخة مطابقة من الكروموسوم 21 وعلامات جينية مخصصة أن يحدد الجينات في بكتيريا أجريت عليها طفرة وراثية. تمكن هذا الاختبار من تغطية 99.7% من الجينات بدقة وصلت إلى 99.9995% وذلك لوجود عدة نسخ متكررة في تقنية الخريطة الجينية. تم تحديد 225 جين خلال هذه الدراسة (311-313).
البحث عن جينات رئيسية قد يكون لها صلة بأعراض متلازمة داون يكون عادةً في المنطقة الجينية.21q21-21q22.3. مع ذلك أظهر ريفيس في دراساته أن 41% من الجينات على كروموسوم 21 ليس لها هدف وظيفي، وأن 54% فقط من الجينات الفعالة لها تسلسل بروتيني معروف. تم تحديد وظائف الجينات عن طريق تحليل توقع الجينات التي تترجم باستخدام الكمبيوتر (312). تم الحصول على تسلسل هذه الجينات التي لها ترجمة بنفس الطرق المستخدمة في الخريطة الجينية لكرموسوم 21.
أدى البحث إلى فهم الجينين المتواجدين على كروموسوم 21، والذين يحملان شفرة البروتينات المتحكمة في منظمات الجين ،DSCR1 و DYRK1A فقد يكونان مسؤولان عن بعض الأنماط الظاهرية ذات الصلة بمتلازمة داون. ولكن لا يمكن الجزم كليًا بصلة DSCR1 و DYRK1 بأعراض المتلازمة، فهنالك العديد من الجينات التي وجدت دون أن يعرف لها دون أي وظيفة تذكر. تدعو الحاجة إلى المزيد من البحث للحصول على خيارات علاجية مناسبة أو ملائمة أخلاقيا.
أثمر الاستخدام الحديث للفئران الناقلة للجينات لدراسة جينات مخصصة في المنطقة الحرجة لمتلازمة داون ببعض النتائج. APP هو طليعة بروتين نشواني من نوع بيتا A4 يتوقع أن يكون له دور في التأخر العقلي المصاحب لمتلازمة داون. أثبت الباحثون أن الإفراط في الإنتاج لجين آخر هو (ETS2) يؤدي إلى موت الخلايا المبرمج. الفئران المفرطة في إنتاج هذا الجين، طورت غدد زعترية أصغر وخلايا لمفاوية غير طبيعية، مماثلة للصفات الملاحظة في متلازمة داون.
وقد ظهر أن الفيتامينات المكملة، وبالتحديد مضادات الأكسدة المكملة وحمض الفوليك غير فعالة في علاج متلازمة داون.

## وصلات خارجية
- الجمعية البحرينية لمتلازمة داون
- شبكة كويت داون سندروم
- الجمعية الخيرية لمتلازمة داون بالمملكة العربية السعودية - دسكا
- كل احتياجات ذوى الاحتياجات الخاصة